# Ernst Nobis
Ernst Nobis (* 18. Oktober 1901 in Graz; † 7. März 1963 in Wien) war ein österreichischer Offizier, zuletzt Oberst im Zweiten Weltkrieg.

## Leben

### Frühes Leben
Ernst Nobis trat 1928 mit 27 Jahren in das Österreichische Bundesheer zum Steirisches Alpenjägerregiment Feldmarschall Daun Nr. 9 in Graz ein. Er absolvierte die Militärakademie und schied 1933 als Leutnant aus dem Bundesheer aus.
Im Oktober 1936 folgte seine Einberufung zum Generalstabskurs beim Kommando für Höhere Offizierskurse nach Wien. Diesen besuchte er gemeinsam u. a. mit späteren österreichischen Generälen August Rüling und Paul Lube.

### Dienst in der Wehrmacht und Zweiter Weltkrieg
Er konnte durch die Übernahme des Bundesheeres durch die Wehrmacht die Ausbildung zum Generalstabsoffizier in Wien nicht beenden und wurde als Oberleutnant in die Wehrmacht übernommen. Anschließend besuchte er, um die Ausbildung zum Generalstabsoffizier abzuschließen, die Kriegsakademie Berlin gemeinsam mit weiteren Teilnehmern des nicht beendeten Wiener Generalstabskurses, wie Erwin Fussenegger oder Werner Vogl. Durch diese Kurse konnte der weitreichende Kontakte ausbauen, welche ihn später noch hilfreich waren. Auch mit Robert Bernardis und Leo Waldmüller verband er seit dieser Zeit eine enge Kameradschaft. Ab 1938 war er im NSR Mitglied.
Ernst Nobis war erst im Stab des Gebirgsjäger-Regiments 138 bei der 3. Gebirgs-Division eingesetzt, nahm am Überfall auf Polen teil, erhielt das Eiserne Kreuz II. Klasse und die Beförderung zum Hauptmann. Er wurde Kommandeur eines Bataillons bei der 97. Infanterie-Division und konnte an der Ostfront einen Gegenstoß sowjetischer Truppen abwehren. Anfang 1942 erhielt er dafür das Ritterkreuz verliehen. Anschließend wurde er „bevorzugt“ befördert, u. a. im Frühjahr 1942 zum Major i. G. und bereits im September 1942 zum Oberstleutnant i. G.
Im Juli 1942 übernahm er das Kommando über das neu aufgestellte Jäger-Regiment 204 bei der 97. Jäger-Division. Dieses Regiment wurde als Kampfgruppe Nobis (oder auch Gefechtsgruppe Nobis) im Kaukasus eingesetzt. Dort zeichnete sich die Kampfgruppe unter seine Führung, u. a. beim Vormarsch bis ins Pschisch-Tal und beim Anschluss an die 101. Jäger-Division, aus. Am 1. Dezember 1942, bei den vorangegangenen Gefechten schwer verwundet, wurde er nach nur drei Monaten im Dienstgrad eines Oberstleutnants zum Oberst befördert. Anschließend wurde er als Oberstleutnant i. G. für die Führung der Kampfgruppe bei den Gefechten um Troizkoje  Ende 1942 mit dem Eichenlaub ausgezeichnet.
1944 ist er als Militärattaché in Finnland. Dann war Nobis bis Kriegsende Kommandeur der Heeresschule für Stabsoffiziere in Güstrow. Zusätzlich hatte er den Auftrag erhalten, Truppenteile in Güstrow zusammenzuziehen und die Stadt zu verteidigen. Hierfür wurde noch schnell Ende April 1945 die sogenannte  Infanterie-Division Güstrow aufgestellt und unter sein Kommando gestellt.
Er wurde gleichzeitig Standortkommandant von Güstrow, verteidigte bis kurz vor Kriegsende die nationalsozialistische Gesinnung und deren Durchhalteparolen. Selbst eine Delegation u. a. aus dem Güstrower Pastors Sibrand Sieger und dem General a. D. Wilhelm Ulex konnte Nobis nicht zur kampflosen Übergabe der Stadt bewegen. Vielmehr drohte er Ulex mit dem Kriegsgericht. Der ehemalige Standortkommandant Oberstleutnant a. D. Hans-Heinrich Staudinger letztlich konnte Nobis zum Rückzug der deutschen Truppen bewegen.

### Nachkriegszeit
Mit Kriegsende folgte die Kriegsgefangenschaft. In Kriegsgefangenschaft wurde er zum Kommandeur einer Gefangenen-Division ernannt.
Nach seiner Entlassung aus der Kriegsgefangenschaft war er bis zur Gründung des zweiten österreichischen Bundesheeres in der Industrie tätig. 1956 wurde er mit einem „zivilen Status“ als Oberadministrationsrat in das Bundesheer beim Generaltruppeninspektorat der Heeresverwaltung als Lehrer und Ausbilder aufgenommen. Trotz des Oberstenparagraphen war er als einer von 16 Offizieren der ehemaligen Wehrmacht aufgenommen worden.  Gemeinsam mit Erwin Fussenegger besuchte er auch im zweiten Bundesheer einen Generalstabskurs.
Beim Krisengipfel zu den Studentendemonstrationen in Ungarn im November 1956 nahm Nobis – obwohl als Oberadministrationsrat Zivilist – in Oberst-Uniform unter Erwin Fussenegger und Ferdinand Graf teil. In der Folge war er als Taktik- und Geschichtslehrer bei den Generalstabskursen tätig. Er wurde noch 1962 zum Hofrat befördert und war wohl als Kommandant der Theresianischen Militärakademie vorgesehen. 1963 starb er im Dienst an einem Herzinfarkt.

## Auszeichnungen
- Eisernes Kreuz (1939) II. und I. Klasse
- Verwundetenabzeichen (1939) in Schwarz
- Infanterie-Sturmabzeichen in Silber[18]
- Ritterkreuz des Eisernen Kreuzes mit Eichenlaub[19]
  - Ritterkreuz am 21. Januar 1942
  - Eichenlaub am 5. Dezember 1942 (151. Verleihung)